# Дієцезія Літомержиці
50°31′56″ пн. ш. 14°07′41″ сх. д. / 50.5321° пн. ш. 14.1281° сх. д.
Літомержицька дієцезія, або дієцезія Літомержиці (лат. Dioecesis Litomericensis — дієцезія Римсько-Католицької Церкви, розташована в північно-західній частині країни, що охоплює територію країн Устки та Лібереця з центром у місті Літомержицях, Чехія. Дієцезія Літомержиці входить у склад митрополії Праги. Кафедральним собором дієцезії є собор Святого Стефана.

## Історія
Літомержицький капітул та відділ засновані в Літомежицях у 1057 році. Площа нинішнього єпископства була частиною дієцезії, а потім Празької архідієцезії. Під час Тридцятилітньої війни імператор Фердинанд III Габсбург брав участь у контрреформаційній акції на території Чеського королівства з метою створення нової дієцезії в Літомежицях.
Святий Престол 3 липня 1655 року заснував Літомержицьку дієцезію, відділивши її від архідієцезії Праги.
До кінця 17 століття було створено кафедральний собор, а в 1738 році — духовну семінарію. Спочатку територія дієцезії включала райони Білін, Чеська Ліпа та Румбург, а також невеликі анклави в Саксонії та Верхній Лужиці (наприклад, Ширгісвальде). У 1647 році він був розділений на два деканати з 62 парафіями. У 1670 р. Кількість деканатів зросла до шести. У 1784 р. кордони єпископства розширили.
У результаті переміщення населення у 20 столітті, головним чином німецького, кількість католиків, які проживають у дієцезії, значно зменшилась. У 1948 р. було 449 парафій з 268 дієцезіяльними священниками, 83 релігійними та 637 релігійними сестрами.
31 травня 1993 року частина території Літомержицької дієцезії відійшла в нову дієцезію Пльзеня.

## Список єпископів єпархії
- єпископ Максиміліан Рудольф Шлейніц (3.06.1655 — 13.10.1675);
- єпископ Ярослав Ігнац Штернберк (22.06.1676 — 12.04.1709);
- єпископ Гуго Франтішек з Кенігсегг (6.08.1709 — 6.09.1720);
- єпископ Ян Адам Вратіслав з Митровиці (9.01.1721 — 2.06.1733);
- єпископ Моріс Адольф Карл фон Захсен-Цейц (4.07.1733 — 20.06.1759) ;;
- єпископ Емануель Арношт з Вальдштейна (19.07.1759 — 7.12.1789);
- єпископ Фердинанд Кіндерманн (4.02.1790 — 25.05.1801);
- єпископ Вацлав Леопольд Хлумчанскій (30.06.1802 — 13.05.1815);
- єпископ Йозеф Франтішек Гурдалек (18.12.1815 — 28.09.1822);
- єпископ Вінценц Едуард мільдью (16.01.1823 — 27.10.1831);
- єпископ Августин Бартоломей Хіллі (2.07.1832 — 26.04.1865);
- єпископ Августин Павло Ваха (8.01.1866 — 10.09.1877);
- єпископ Антонін Людвік Фрінд (22.06.1879 — 8.10.1881);
- єпископ Емануель Ян Крштітел Шебель (6.08.1882 — 28.11.1909);
- єпископ Йозеф Гросс (20.04.1910 — 20.01.1931);
- єпископ Антонін Алоїз Вебер (22.10.1931 — 10.03.1947);
- кардинал Штепан Трохта (27.09.1947 — 6.04.1974);
- Sede vacante (1974—1989);
- єпископ Йозеф Коуклі (26.07.1989 — 24.12.2003);
- єпископ Павло Посад (24.12.2003 — 26.01.2008);
- єпископ Ян Баксант (4.10.2008 — по теперішній час).